# Réponses de femmes
Pour plus de détails, voir Fiche technique et Distribution.
Réponses de femmes : Notre corps, notre sexe est un court métrage cinétract écrit et réalisé par Agnès Varda et sorti en 1975.

## Synopsis
À la question « Qu'est-ce qu'une femme ? » posée par une chaîne de télévision, quelques femmes cinéastes ont répondu, dont Agnès.
À l'écran, une femme enceinte et nue, dansant et riant à pleine gorge, a suscité des réclamations écrites à Antenne 2.
D'autres disent le désir, ou pas, d'avoir des enfants.

## Fiche technique
- Réalisation et scénario : Agnès Varda
- Image : Jacques Reiss et Michel Thiriet
- Montage : Marie Castro, Andrée Choty, Hélène Wolf
- Son : Bernard Bleicher
- Production : Sylvie Genevoix et Michel Honorin
- Durée : 8 minutes
- Format : 35 mm - couleur

## Distribution
- Catherine Reyss
- Caroline Baudry
- Maryline Even
- Maria Paulo
- Ermelinda Paulo et sa fille Béatrice
- Lyse Bloch
- Bienvenida Llorca
- Catherine Brami
- Paule Zajdermann
- Nicole Brezinski
- Keco Berkhont
- Jean Thibault
- Gordon Swire Delort
- Yvon Cauchois
- Michel Bakounine
- André Aufauvre
- Guy Cavagnac
- Guy de Chambure
- Aid Medjber

## Distinctions
- 1976 : nomination au César du meilleur court-métrage documentaire